# Rue du Havre (roman)
Pour les articles homonymes, voir Rue du Havre.
Rue du Havre est un roman de Paul Guimard paru en 1957 aux éditions Denoël et ayant reçu le Prix Interallié la même année. Un film homonyme de Jean-Jacques Vierne a été tiré du roman en 1962.

## Résumé
Ce récit, presque sans action, tourne autour de trois personnes : rue du Havre, près de la gare Saint-Lazare à Paris, Julien, qui vend des billets de loterie, voit chaque jour passer, à très peu d'intervalle, François et Catherine, et ce pendant plusieurs mois, sans qu'ils se rencontrent. Selon lui, ils sont faits l'un pour l'autre et, un jour, il provoque leur rencontre.

## Éditions
- Rue du Havre, éditions Denoël, 1957.